# Клеоменус, Клеоменис
Клеоменис Клеоменус  (греч.  Κλεομένης Κλεομένους Афины, Греческое королевство 1852 — после 1914) — греческий офицер конца XIX — начала XX века. Связал своё имя с освобождением в октябре 1912 года столицы Македонии, города Фессалоники.

## Молодость
Клеоменис Клеоменус родился в 1852 году в столице Греции, городе Афины.
Окончил Военное училище эвэлпидов в 1877 году, в звании младшего лейтенанта артиллерии.
Принял участие в греко-турецкой войне 1897 года.
Будучи грамотным офицером, после окончания войны преподавал в Училище эвэлпидов фортификацию. Написал ряд военных учебных работ.
В 1909 году принял участие в офицерском движении в Гуди, возглавляемым полковником Н. Зорбасом, требовавшем ограничения вмешательств королевского двора в дела армии и проведения политических и военных реформ, для подготовки страны к войне.
После удовлетворения требований движения офицеров, Клеоменус был назначен командиром I полка полевой артиллерии в городе Лариса.

## Первая Балканская война
В преддверии Первой Балканской войны (1912—1913) Клеоменус, имея к тому времени звание полковника артиллерии, был назначен комдивом VII пехотной дивизией.
Дивизия состояла из 19-го, 20-го и 21-го пехотных полков и 3-го дивизиона полевой артиллерии, и насчитывала в общей сложности 7.000 человек. Формирование дивизии из резервистов началось в Афинах, и, продвигаясь на север, продолжилось в городах Ламия и Трикала, после чего завершилось в городе Лариса.
При штабе дивизии состояли опытные и грамотные офицеры, прославившиеся в последующих войнах, такие как Александр Мазаракис.
Его брат, Константин Мазаракис, со своими отрядами пионеров-разведциков из ветеранов Борьбы за Македонию, действовал в авангарде дивизии, подготавливая почву для достижения заданных целей.
Война официально была объявлена 5 октября 1912 года.
Выступив из Фессалии, «Македонская армия» (7 дивизий — практически вся армия Греческого королевства)) за несколько дней заняла город Элассону и пробилась через горный проход Сарантапоро на территорию Македонии.
VII дивизии Македонской (Фессалийской) армии предстояло освободить Пиерию.

### Освобождение Катерини

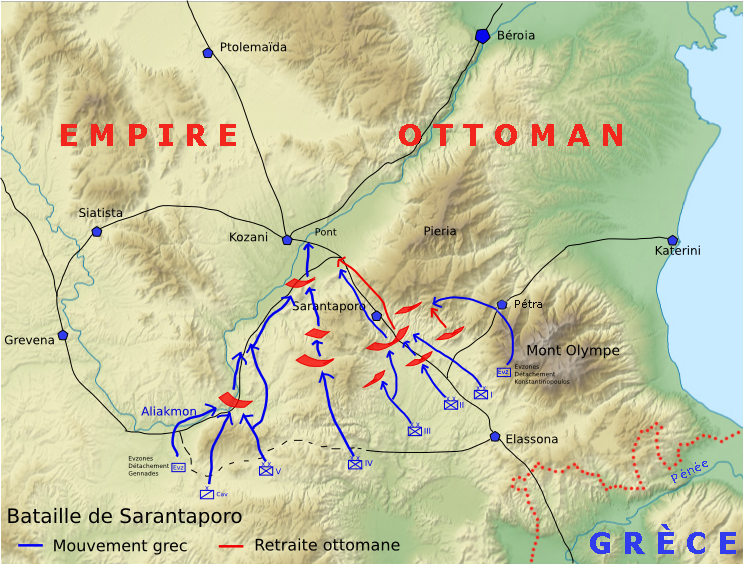
Справа указан проход Петра между Пиерийскими горами и Олимпом и дорога вдоль которой VII дивизия наступала на Катерини.

13 октября VΙΙ дивизия располагалась в селе Агиа Триада. Константин Мазаракис со своими пионерами занял горный проход Петра, между Пиерийскими горами и Олимпом. Проход контролировал дорогу на (почти) прибрежный город Катерини. Пионеры Мазаракиса опередили турок, которые также двигались в направлении Петры. Дзаннас, посланник Константина Мазаракиса, срочно встретился с Клеоменус в селе Агиос Димитриос и обрисовал ему обстановку. Клеоменус приказал всем своим полкам выступить и занять проход Петра. 14 октября дивизия расположилась около села Караколи.
15 октября, по приказу комдива, дивизия выступила в направлении Катерини и Китрос (древняя Пидна), разбившись на две колонны.
В первой колоне находился лишь 8-й батальон эвзонов, под командованием Константина Мазаракиса, который двигался на север к Китросу, параллельно дороге на Керамиди — Китрос.
Вторая колонна, в которую входила вся остальная дивизия, продвигалась по шоссейной дороге на Катерини.
VII дивизии в Пиерии противостояли относительно небольшие турецкие силы, примерно 4.000 человек. Штаб турок располагался в Александрии (Гида). Город Катерини обороняли 4 турецких батальона, насчитывавших 2.000 человек, а также одна батарея горной артиллерии и один эскадрон кавалерии. Командовал этими силами полковник Шукри-бей.

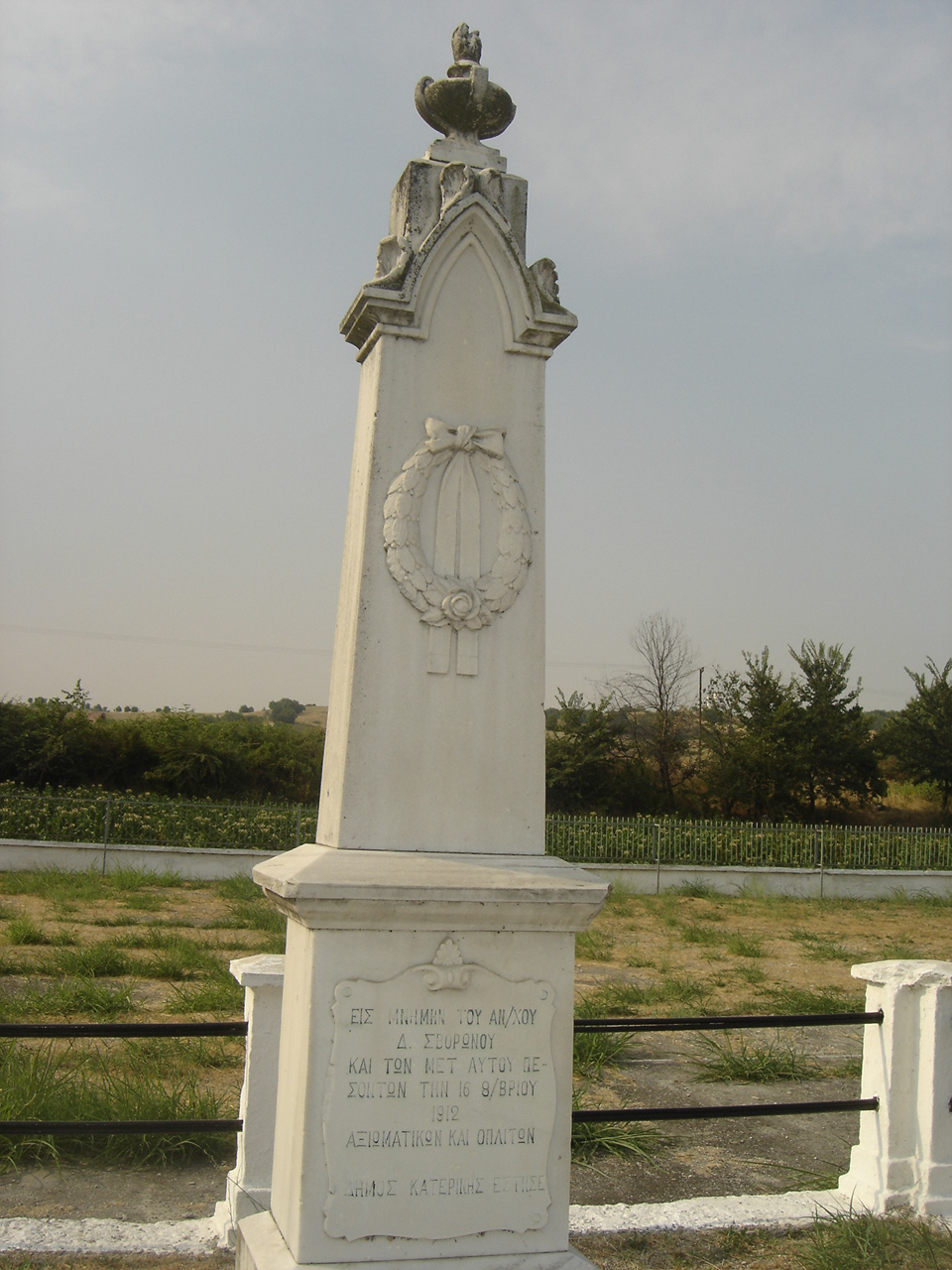
Надгробный памятник на месте смерти подполковника Свороноса, у села названного его именем.

VII дивизия выступила в 08.45 для занятия Катерини и продвигалась без проблем до полудня. Около двух после полудня 20-й полк, шедший в авангарде дивизии, подвергся у села Колокури (сегодня Свороно) совершенно неожиданно шквальному огню.
Турки стреляли из густого леса. Обстрел вызвал панику, одна рота начала отступать. Положение спас сам командир 20-го полка, подполковник Димитриос Своронос, который верхом на коне навёл порядок рядах отступавших. Но всадник с погонами стал мишенью для турок. Своронос был тяжело ранен, но продолжал верхом возглавлять атаку, получая непрерывные ранения. Своронос вскоре умер от многочисленных ранений (впоследствии село было названо его именем).
Героическая смерть Своронаса воодушевила его солдат, которые с греческим боевым кличем «аэра» неудержимо атаковали турок.
Бой продолжился около 4 часов. К 17:30 турки были вынуждены отступить за реку Пелека, в направлении Катерини, продолжая отстреливаться до наступления темноты.
После боя VII дивизия расположилась севернее села Колокури (Своронос).
На рассвете 16 октября VII дивизия получила приказ генштаба ускорить наступление и занять переправы через реку Алиакмон к Нисели и Александрии (Гида), где и должна была соединиться с остальными силами «Македонской армии».
В 5:30 Клеоменус дал приказ 21-му полку занять Катерини силами одного батальона, в то время как ещё один батальон двигался за первым с правого фланга.
20-й полк наступал северо-восточнее Катерини, в то время как 19-й оставался в распоряжение комдива. Артиллерия заняла позиции на высотах у Колокури, поддерживая действия пехоты. VII дивизия продвигалась без особых проблем, поскольку турецкие войска оставили Катерини ночью.
В 7:30 16 октября 1912 года греческие части вошли в город и заняли турецкие казармы, где их встретила делегация горожан, возглавляемая епископом Парфением (Вардакосом).
Оставшееся в городе турецкое население опасалось насилия со стороны греческих солдат, но никаких насилий со стороны солдат VII дивизии не последовало.
Солдаты и горожане, включая турка мэра Мухарем Рустема, направились к церкви Вознесения Господня, где епископом была совершена благодарственная служба в честь освобождения города.
Дивизия продолжила наступление к Китрос, преследуя отступающих турок.
Турок мэр Мухарем оставался на своём посту целый год, до 31 октября 1913 года, когда официальным протоколом он передал дела служащему мэрии Д. Диму.

### Западнее реки Лудиас

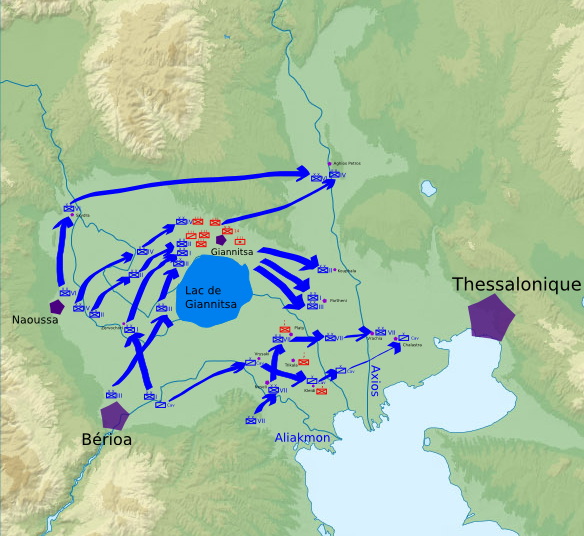
К югу от поля сражения при Янница указаны направления действий VII дивизии.

18 октября 1912 года в Кырджалар (Адендро) в 35 км западнее Салоник оставался довольно сильный турецкий гарнизон, насчитывавший 2000 солдат.
По этой причине генштаб приказал VΙΙ дивизии оставаться в Александрии (Гида), для защиты правого фланга «Македонской армии», направлявшейся к Янница, а также для защиты уже освобождённого города Верия.
Штаб также приказал произвести разведывательный налёт кавалерийских отрядов к мостам на реке Лудиас.
19 октября генштаб, на своём пути к Янница, приказал VΙΙ дивизии форсировать Лудиас южнее озера Янница и атаковать турецкие войска на своём пути.
Однако приказ не был получен своевременно и дивизия оставалась в Александрии, ограничившись разведкой региона.
Разведчики подтвердили присутствие 2000 турецких солдат вокруг Адендро и державших оборону на Лудиасе и ещё 1000 солдат, базировавшихся в Плати и оборонявших железнодорожный мост.
20 октября 1912 года, одновременно с сражением у Янница, VII дивизия, получив наконец приказ атаковать, и получив в качестве подкрепления кавалерийскую бригаду и отряд эвзонов Констандинопулоса, направила 19-й полк против Плати и 8-й батальон эвзонов против шоссейного моста Лудиаса.
Турки опередили действия дивизии и атаковали выдвинутые позиции 8-го батальона эвзонов восточнее Лиановергио, где также располагался отряд пионеров дивизии.
Однако контратака 8-го батальона эвзонов вынудила турок отступить к Плати и железнодорожной станции.
Пока шёл бой за Плати, другая турецкая часть перешла шоссейный мост Лудиаса и атаковала две роты 8-го батальона эвзонов с фланга, с тем чтобы ослабить натиск VII дивизии на Плати.
Однако турки подверглись обстрелу греческой артиллерии, перешли мост в обратном направлении и попытались взорвать его. Две роты эвзонов дошли до шоссейного моста, но не перешли его.
После отступления турок из Плати, дивизия Клеоменуса не преследовала противника.
Части дивизии собрались у Плати, 8-й батальон эвзонов продвинулся к шоссейному мосту, в то время как отряд пионеров продвинулся к железнодорожному мосту и обезвредил взрывчатку подложенную под него.
Поскольку наступление греческих частей остановилось западнее Лудиаса, турки попытались занять предыдущие позиции и возвратиться к железнодорожному мосту.

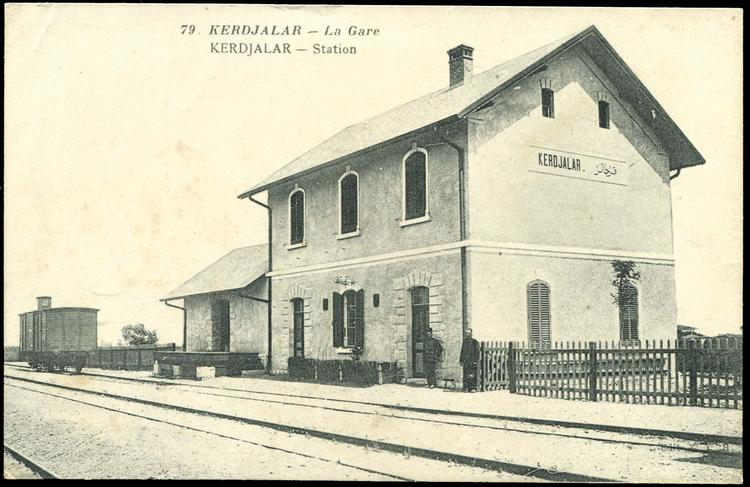
Железнодорожная станция в Адендро.

Их попытка была прервана огнём артиллерии VII дивизии, которая затем выдвинула один батальон восточнее моста у Адендро, куда позже прибыли и расположились и остальные части дивизии. Вечером 20 октября 1912 года Адендро был свободен.
Между тем, отряд эвзонов Константинопулоса, пройдя из села Платанос к селу Кимина, установил плавучий мост и, переправившись через Лудиас, в 14:00 и занял Кимина.
Отряд пионеров, шедший в авангарде эвзонов, рассеял на своём пути группы иррегулярных вооружённых турецких крестьян и дошёл до реки Аксиос.
Кавалерийская бригада выступила в 08:00 из Александрии к востоку, с тем чтобы встретиться с отрядом эвзонов. Однако достигнув западного берега Лудиаса, бригада замедлила своё продвижение и только её авангард дошёл до Кимина, где дал бой с маленькой турецкой частью располагавшейся в селе. Вечером вся кавалерийская бригада расположилась в селе Клиди.
В военной историографии отмечается, что VII дивизия Клеоменуса и кавалерийская бригада не использовали успешное форсирование Лудиаса и не преследовали решительно турецкие части, отступавшие к мостам реки Аксиос.
Причиной этому, кроме проливного дождя, было отсутствие координации дивизии и кавалерийской бригады.

### Халастра

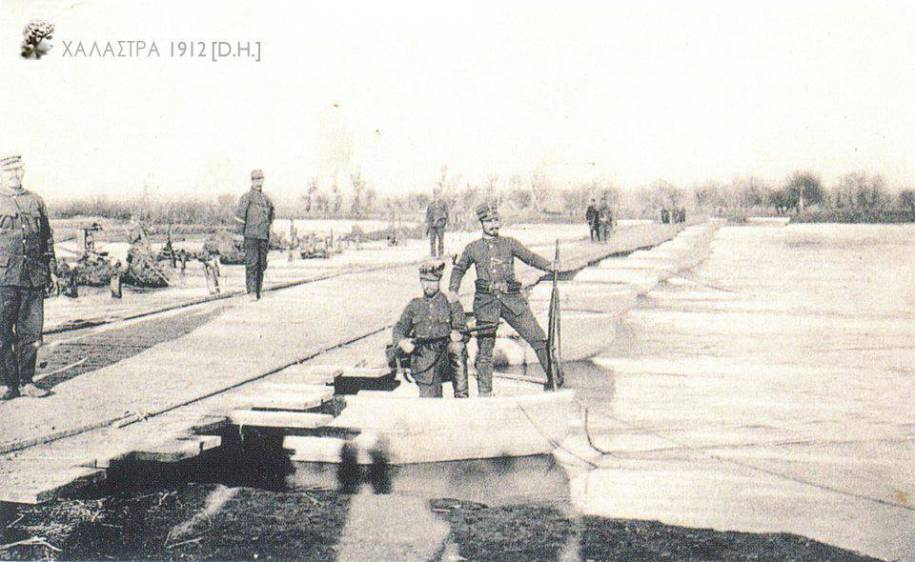
Плавучий мост, возведённый местными греками-македонянами для VII дивизии, Халастра, октябрь 1912 года.

Битва у священного для балканских мусульман города Яница была основным сражением за освобождение македонской столицы, города Салоники.
Действия VII дивизии на правом фланге «Македонской армии» на фоне основного сражения носили вспомогательный характер.
Однако освобождение села Халастра VII дивизией Клеоменуса приобрело геополитическое значение.
В полночь 21 октября, авангард дивизии, представленный отрядом пионеров, из числа ветеранов Борьбы за Македонию и добровольцев, вступил в село Кулакия (Халастра). Ветеран македономах Александр Анагностопулос водрузил греческий флаг на здании штаба местного турецкого гарнизона.
На рассвете 22 октября и под проливным дождём, вся дивизия вступила в Кулакия. Жители, возглавляемые священниками, встречали солдат с Евангелием в руках и пели «Христос воскресе».
Отступавшие от Яницы и от оси Катерини — Салоники турки уничтожали шоссейные и железнодорожные мосты на реке Аксиос.
В те годы река образовывала в районе Халастры два рукава.
Дивизии предстояло переправиться через эти два рукава, однако мостов через рукава не было и уровень воды в те дни, после проливных дождей, был рекордно высоким.
Все остальные дивизии «Македонской армии» после победы у Яницы застряли западнее реки Аксиос, не могли переправиться и ожидали прибытия частей инженерного корпуса из Западной Македонии для наведения плавучих мостов.
Однако претензии болгар на Салоники требовали немедленных действий.
Остатки потерпевших поражение турецких войск расположились у северо-западных окраин Салоник. Турки ещё не капитулировали.
Создавалась угроза, что жертвы победы при Янице могли оказаться принесёнными впустую. Если бы Салоники были заняты болгарами, то потребовалась новое кровопролитие, чтобы изгнать их оттуда.
Командующий «Македонской армии», наследный принц Константин и его комдивы нервничали.
Клеоменус рассматривал Салоники в бинокль и, прикованный со своей дивизией у рукавов дельты реки, просил у Бога, чтобы случилось чудо, прибытие инженерного корпуса, с тем чтобы он первым вошёл в Салоники, до возможного прибытия туда болгар.
Но чудо было совершено не инженерным корпусом, а местными греками-македонянами.
«Как и полагается в греческой трагедии, развязкой стал „Από μηχανής θεός“ (Deus ex machina)».
В ночь 22 октября в штабе дивизии появился невзрачный и безграмотный мастер по изготовлению деревенских телег, Георгиос Далигарис.
Он предстал перед отчаявшимися офицерами и на своём тяжёлом местном произношении заявил им: «— Cделайте меня на одну ночь королём и завтра вы будете в городе!».
У Клеоменуса не было другого решения и он дал ему полную свободу действий.
Далигарис, руководя своими земляками, за ночь соорудил плавучий мост, задействовав для этого все имеющиеся в жителей села плоскодонки и бочки. По мосту прошли не только пехотные части, но и кавалерия
Местные македоняне подтвердили свой греческий патриотизм. Жители пожертвовали без компенсации своим, иногда единственным, имуществом — кто плоскодонки, кто бочки, кто верёвки, кто любую имевшуюся в доме древесину.
И все эти безвестные жители Халастры, которые с самоотверженностью и патриотизмом приняли участие в наведении временного моста через Аксиос, что по существу не позволило болгарам захватить Салоники, продолжили после войны свою скромную жизнь.

### Освобождение столицы Македонии

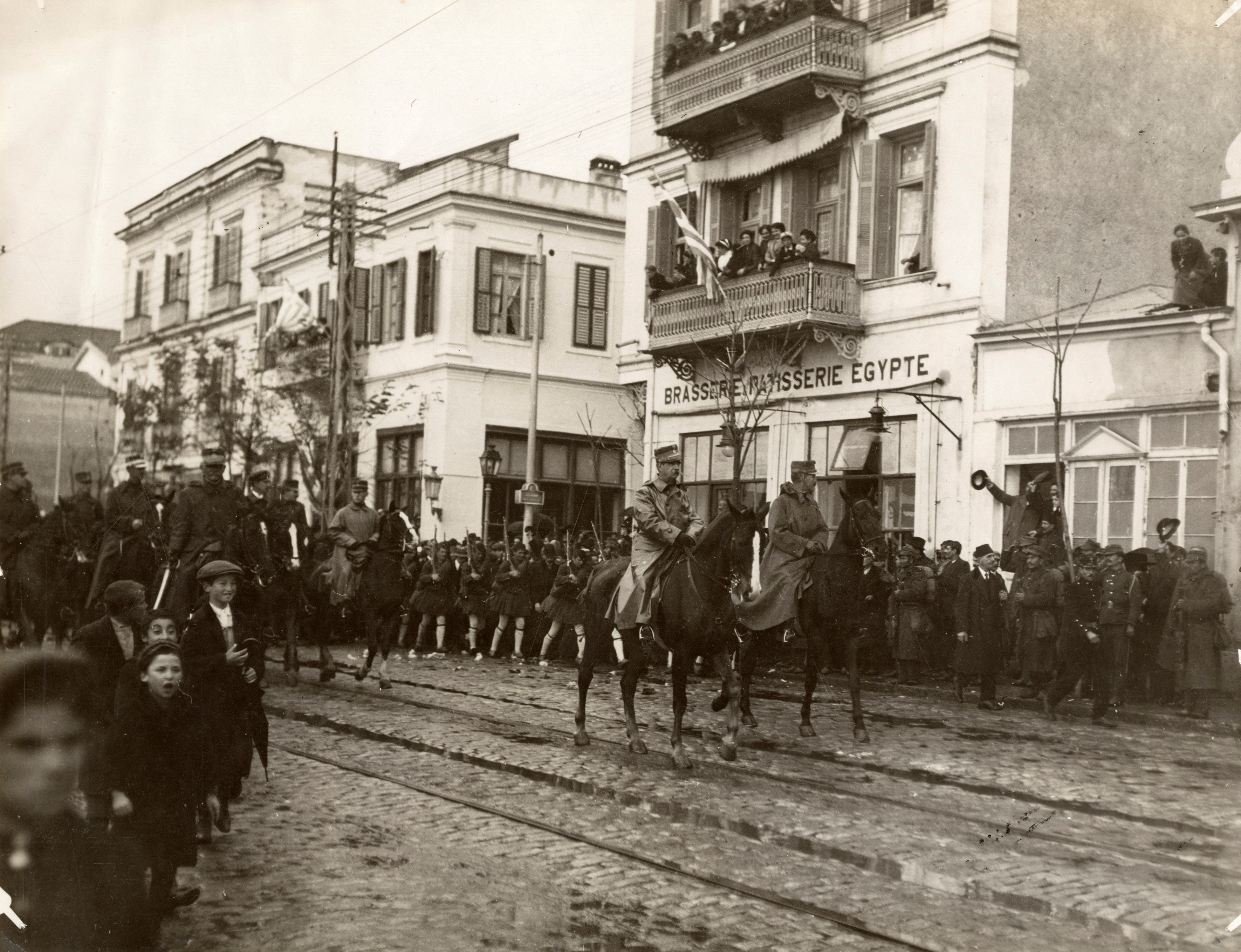
Король Греции Георгий I и кронпринц Константин вступают в освобождённую греческой армией столицу Македонии.

24 октября VII дивизия Клеоменуса и отряд эвзонов перешли через два рукава реки и расположились лагерем в Текели. Пока остальные дивизии Македонской армии ожидали инженерный корпус и единственной дивизией перешедшей Аксиос была VII дивизия, ей было приказано войти в Салоники.
Командующий турецкой группировкой Хасан Тахсин-паша согласился на сдачу города греческой армии утром 26 октября. Старый македономах Афанасий Эксадактилос, вместе с Ионом Драгумисом подняли греческий флаг над консульством Греции в городе. Одновременно другой македономах, Александр Заннас, вместе с безвестным греческим моряком, водрузили греческий флаг над Белой башней. VII дивизия Клеоменуса вступила в город, пройдя с запада по улице (тур.) «Мемлекет Бахчеши» (сегодняшняя 26 октября), и расположилась в километре от железнодорожной станции.
Проливной дождь не помешал греческому населению встречать своих освободителей. Через несколько часов, ΙΙ дивизия Константина Каллариса осуществила окружение города, исключая возможность ухода турецких сил уйти к северу и северо-востоку, что вынуждало Тахсина-пашу подписаться под полной капитуляцией. Калларис был назначен первым военным комендантом города, в то время как греческие власти оставили на посту мэра турка Осман Сеид Ибел Хаки-бея.
В 11 вечера 26 октября Хасан Тахсин-паша официально сдал город греческой армии.
Между тем, 26 октября болгарская Рилская дивизия (35 000 солдат), под командованием генерала Тодорова вышла к Килкису и продолжила продвижение на юг. Никакой военной необходимости в этом не было, но политические цели были очевидны: установление двоевластия в городе. В тот же день Константин послал письмо Тодорову, в котором писал: «Генерал, турки сдались мне …не утруждайте своих солдат ненужным маршем … направьте их лучше туда, где есть стратегическая необходимость». Последовавший болгарский демарш не имеет прецедента в политической и военной истории. Вечером 27 октября в город прибыла болгарская делегация во главе с генералом Петровым, и потребовала у Тахсина-паши сдачи. Недоумевающий турок ответил: «Но мы уже сдались греческому командующему, и вы об этом знаете» и отказался сдаваться второй раз. Двоевластие не состоялось. Болгарам удалось, однако, упросить греческое командование допустить в город 2 болгарских батальона «на отдых».

## Впоследствии
28 октября командование VII дивизии было передано полковнику Наполеону Сотилису, под командованием которого дивизия прославилась в дальнейшем во Βторой Балканской войне против болгар.
Не располагаем данными в какой мере это решение было связано с состоянием здоровья Клеоменуса или было вызвано другими причинами.
Во всяком случае, Клеоменус официально ушёл в отставку через несколько месяцев после завершения Второй Балканской войны, 3 февраля 1914 года, в звании генерал-майора и в возрасте 62 лет.
Не располагаем также информацией о последующих годах жизни генерал-майора Клеоменуса.
Учитывая то, что в греческой «Большой военной энциклопедии» издания 1939 года дата смерти генерал-майора Клеоменуса оставалась открытой, можно только предположить, что на тот момент он ещё был жив, и что тогда ему было 87 лет.